# Antonio Magarotto
Antonio Magarotto (Poiana Maggiore, 30 de junio de 1891 – Roma, 10 de mayo de 1966) fue un activista y educador italiano sordo, fundador de la Asociación Nacional de Sordos de Italia y rector del Instituto Estatal de Instrucción Especializada para Sordos de Padua.

## Biografía
Hijo de un farmacéutico de Padua, se quedó sordo a los tres años a causa de una meningitis. Se trasladó Siena para asistir a la escuela de sordos situada en el Instituto "Tommaso Pendola", dirigido por escolapios, donde aprendió a hablar a través del método del oralismo, con terapias de logopedia y de lectura labial.
En 1905 regresó a Poiana, su población natal, para trabajar en artes gráficas, especializándose en el manejo de la linotipia y fundando, más adelante una escuela de arte.
Volvió a mudarse, esta vez a Padua, donde fundó la Asociación de Sordos del Veneto que, con su presencia consiguió que en 1923 el gobierno de Mussolini dictara una ley que permitía a los sordos y a los ciegos de asistir a escuelas primarias.
En 1932, coincidiendo con la celebación de San Antonio Abad , fundó junto con  amigos y compañeros sordos, la Asociación Nacional de Sordos de Italia, donde fue presidente desde su fundación hasta 1950.
A lo largo del tiempo se dedicó a la enseñanza en escuelas de enseñanza secundaria y superiores de sordos, llegando a fundar 22 centros en toda Italia.

## Honores
En 1964  el Gallaudet College de Washington D. C. le otorgó el título de doctor honoris causa por su labor como maestro-educador de sordos.
También fue nombrado caballero de la Orden de la Corona de Italia.
Como homenaje a su figura, en cinco ciudades italianas existen calles con su nombre. Además de Poiana Maggiore, Padua, Roma, Abano Terme y Alcamo.